# Premio Jaén de novela
El Premio literario Jaén de novela, es un galardón literario que forma parte de los premios literarios Jaén, convocados por la obra social de Caja Granada desde 1985, dirigido a autores en lengua española, que se ha convertido en un escaparate de prestigio para autores aún no consagrados entre la crítica y los lectores. El premio de novela se entrega desde 1989, a partir de la quinta convocatoria.
El premio de novela inicialmente fue publicado por Editorial Debate, a partir de 2004 por Mondadori-Random House y desde 2013 por Editorial Almuzara. Entre otros, el jurado ha estado conformado por Marcos Giralt Torrente, Rodrigo Fresán y Andreu Jaume. Entre 2000 y 2011 no varió la dotación del premio: veinticuatro mil euros para el ganador; desde 2012 al ganador obtiene dieciséis mil euros.

## Galardonados
| Edición | Año  | Obra                                  | Autor                      | País                                |
| ------- | ---- | ------------------------------------- | -------------------------- | ----------------------------------- |
| I       | 1985 | No se convocó                         | No se convocó              | No se convocó                       |
| II      | 1986 | No se convocó                         | No se convocó              | No se convocó                       |
| III     | 1987 | No se convocó                         | No se convocó              | No se convocó                       |
| IV      | 1988 | No se convocó                         | No se convocó              | No se convocó                       |
| V       | 1989 | El guadalquivir no llega hasta el mar | Salvador Compán            | Bandera de España                   |
| VI      | 1990 | La corneja diestra                    | Elena Panteleeva           | Bandera de España                   |
| VII     | 1991 | ¡No quepo! ¡No quepo!                 | Lourdes Miquel             | Bandera de España                   |
| VIII    | 1992 | Imágenes del paraíso                  | Francisco Pérez Bernal     | Bandera de España                   |
| IX      | 1993 | El simulacro                          | Álvaro Abós                | Bandera de Argentina                |
| X       | 1994 | La casa de la palabra                 | José Antonio López Hidalgo | Bandera de España                   |
| XI      | 1995 | Desierto                              | Desierto                   | Desierto                            |
| XII     | 1996 | Muntaner 38                           | José Antonio Garriga Vela  | Bandera de España                   |
| XIII    | 1997 | Una cabeza de rape                    | Francisco Solano           | Bandera de España                   |
| XIV     | 1998 | Niños                                 | Jordi Martín Jurado        | Bandera de España                   |
| XV      | 1999 | Me manda Stradivarius                 | Rodrigo Brunori            | '                                   |
| XVI     | 2000 | Efectos secundarios                   | Germán Sierra              | Bandera de España                   |
| XVII    | 2001 | El paisaje vacío                      | Ricardo Martínez Llorca    | Bandera de España                   |
| XVIII   | 2002 | Cien botellas en una pared            | Ena Lucía Portela          | Bandera de Cuba                     |
| XIX     | 2003 | Cuando florece la higuera             | Jorge Guzmàn               | Bandera de Chile                    |
| XX      | 2004 | El incendio del paraíso               | Antonio Álamo              | Bandera de España                   |
| XXI     | 2005 | El escolar brillante                  | Javier Rodríguez Alcázar   | Bandera de España                   |
| XXII    | 2006 | El crimen de Los Monegros             | David López                | Bandera de España                   |
| XXIII   | 2007 | Bosque quemado                        | Roberto Brodsky            | Bandera de Chile                    |
| XXIV    | 2008 | El comienzo de la primavera           | Patricio Pron              | Bandera de Argentina                |
| XXV     | 2009 | La ciudad feliz                       | Elvira Navarro             | Bandera de España                   |
| XXVI    | 2010 | Hilos de sangre                       | Gonzalo Torné              | Bandera de España                   |
| XXVII   | 2011 | Canción de tumba                      | Julián Herbert             | Bandera de México                   |
| XXVIII  | 2012 | El cielo árido                        | Emiliano Monge             | Bandera de México                   |
| XXIX    | 2013 | Ópera magna                           | Vicente Marco Aguilar      | Bandera de España                   |
| XXX     | 2014 | Ego y yo                              | Yolanda Regidor            | Bandera de España                   |
| XXXI    | 2015 | Glenn                                 | Alejandro Castroguer       | Bandera de España                   |
| XXXII   | 2016 | Los perros de la eternidad            | Alejandro López Andrada    | Bandera de España                   |
| XXXIII  | 2017 | La dulzura                            | Daniel Múgica              | Bandera de España                   |
| XXXIV   | 2018 | La maldición de Charles Dickens       | Mariano Fernández Urresti  | Bandera de España                   |
| XXXV    | 2019 | La casa del placer                    | Zoé Valdés                 | Bandera de Cuba · Bandera de España |
| XXXVI   | 2020 | El hombre que fue Sherlock Holmes     | Máximo Pradera             | Bandera de España                   |
| XXXVII  | 2021 | El renegado                           | Julio Castedo              | Bandera de España                   |
| XXXVIII | 2022 | La larga noche                        | Joaquín Pérez Azaústre     | Bandera de España                   |
| XXXIX   | 2023 | La flor egoísta                       | Rafael Ruíz Pleguezuelos   | Bandera de España                   |
| XL      | 2024 | La pólvora y los inocentes            | Carlos Dávalos             | Bandera de España                   |